# ポテトカレッジ
ポテトカレッジは、日本の男女お笑いコンビ。ライジング・アップ所属。

## メンバー
コモダドラゴン（1991年3月15日 -（34歳））
ボケ担当。
愛媛県四国中央市出身、身長169 cm。 3人兄弟の三男。趣味は音楽鑑賞。
大学時代は軽音楽部に所属しバンドを組んでいた。卒業後、3年間酒屋で働いた後にワタナベコメディスクールへ入った。
「コモダキャンプクラブ」を主催し、定期的に芸人仲間とキャンプに出かけている。
トミサット（センチネル）・ホセ（豆鉄砲）とルームシェアしていたが、2024年3月に家が火事で全焼した。DA PUMPや三浦大知擁するライジングプロダクションの系列事務所所属のため、男性アイドルの卵が入る寮に住ませてもらえる運びとなったが「初めてブサイクがそこに入るよ」と事務所の話題にされていた。
アルバイトでUber Eatsの配達員をしている。
相方・きよをママと呼ぶことがある。
芸名は爬虫類の一種・コモドドラゴンをもじったものが由来で、名付け親はトミサットである。

きよ（1989年10月10日 -（35歳））
ツッコミ担当。
宮崎県宮崎市出身。
大学卒業後は看護学校に入学、3年間看護師として勤務後ワタナベコメディスクールへ入った。現在も看護師と両立しながら芸人を続けている。
趣味はK-POP、パチンコ。かつてはゴールデンボンバーの大ファンだった。

## 概要・来歴
ワタナベコメディスクール26期出身の同期によるコンビ。結成のきっかけについてはコモダドラゴンが「男女コンビを組んだらツッコミでおっぱいを触れるんじゃないかと考えたから」としている。当初、コモダはギャル、チャラ男とのトリオをお試しで組んでおり、きよは別の男性芸人と男女コンビを組んでいたが、演劇の授業のときに「相性がよさそうだから」と勧められて組むことになった。養成所時代はきよの看護師という経歴を押し出したネタをしており、リレンザ（現・ラパルフェ）らと共にスクールJCAとの対抗戦に選出されるなど優秀であった。
ワタナベエンターテインメント所属となるも、月に1、2回しかライブに出られなかったため退社してフリーとなる。サンミュージックやトゥインクル・コーポレーションなど様々な事務所のネタ見せを受けていたが、即日採用であったライジング・アップに2022年に所属。のむシリカPresents お笑いJACKPOTでは第1回･第2回・第4回・第5回・第6回・第7回・第8回で決勝進出、第1回では準優勝を果たした。2025年には初の単独ライブを開催する。

## 芸風
主に漫才。「世の男の代弁者」と称するコモダドラゴンの気持ち悪いボケに対して、きよが強めのどつきツッコミをするスタイルが多い。ネタ作りは2人で行っているが、「キモいネタなのでコモダが1人で考えていると思われがち」だという。

## 賞レース戦績

### M-1グランプリ[10]
| 年度             | 結果      | エントリー No. | 会場                         | 日程     |
| ---------------- | --------- | -------------- | ---------------------------- | -------- |
| 2018年（第14回） | 1回戦敗退 | 1427           | よしもと幕張イオンモール劇場 | 8月20日  |
| 2019年（第15回） | 2回戦進出 | 1962           | 雷5656会館ときわホール       | 10月21日 |
| 2020年（第16回） | 1回戦敗退 | 3619           | シダックスカルチャーホール   | 9月28日  |
| 2021年（第17回） | 2回戦進出 | 225            | 雷5656会館ときわホール       | 10月18日 |
| 2022年（第18回） | 2回戦進出 | 180            | 雷5656会館ときわホール       | 10月16日 |
| 2023年（第19回） | 2回戦進出 | 62             | 雷5656会館ときわホール       | 10月20日 |
| 2024年（第20回） | 3回戦進出 | 46             | KANDA SQUARE HALL            | 11月8日  |

### その他賞レース
- 第1回 のむシリカPresents お笑いJACKPOT 準優勝
- 第2回 のむシリカPresents お笑いJACKPOT 決勝進出
- 第4回 のむシリカPresents お笑いJACKPOT のむシリカベストPR賞
- 第5回 のむシリカPresents お笑いJACKPOT 決勝進出
- 第6回 のむシリカPresents お笑いJACKPOT 決勝進出
- 第7回 のむシリカPresents お笑いJACKPOT のむシリカベストPR賞
- 2024年 第5回ツギクル芸人グランプリ 決勝進出[11]
- マイナビ Laughter Night 2024年8月度月間チャンピオン[12]

## 出演

### テレビ
- オールナイトフジコ（フジテレビ、2023年10月14日）[13]
- ネタパレ（フジテレビ、2023年10月20日）[14]
- 水曜日のダウンタウン（TBSテレビ、2024年2月28日）※コモダドラゴンのみ
- ゴッドタン（テレビ東京、2024年3月30日・4月21日・7月13日）
- ぴったり にちようチャップリン（テレビ東京、2024年9月7日）

### ネットラジオ
- ポテトカレッジのゴールドラッシュ（stand.fm）[15]
- 『GERA NEXT』（2024年5月13日から4週連続）[16]
- ポテトカレッジのハイパー・ピギーバンク（Podcast）[17]